# Pierre-Aimé Touchard
Pour les articles homonymes, voir Touchard.
Pierre-Aimé Touchard (1903-1987) est un administrateur de théâtre, résistant au régime nazi et écrivain français.

« Si j'étais poète, je soutiendrais volontiers que le secret de l'origine du théâtre nous est livré par le feu de bois autour duquel se fait le cercle silencieux de la communauté familiale. »

— Pierre-Aimé Touchard

## Biographie
Pierre-Aimé Touchard, PAT pour ses amis, est né à Mézeray (Sarthe) le 15 août 1903 ; il est fils et petit-fils d'instituteurs.
Entre 1924 et 1936 il a été répétiteur dans diverses écoles, et pion au lycée Henri-IV. À la suite de sa rencontre avec Emmanuel Mounier en 1932, il a rédigé une chronique théâtrale pour la revue Esprit, à partir de février 1933, dès le no 5. Il y sera chroniqueur théâtral jusqu'en 1947.

« Le loyalisme, la fidélité : sous ces vieux mots si simples, on retrouve la foi dans l'homme et le respect de l'homme, sans quoi il est vain d'espérer que rien de grand puisse jamais se réaliser. »

— Pierre-Aimé Touchard
En 1938, il publie Dionysos : apologie pour le théâtre. L'importance de ce livre et les qualités spéciales de l'écrivain ont été soulignés par Jean Gouin, secrétaire de l'Association des Amis d'Emmanuel Mounier, quand il a dit de Touchard qu'il « fustige les auteurs qui se croient prudents et avisés de n'écrire que pour le public qu'ils se sont attachés » et il leur oppose « la variété des publics source inépuisable de rénovation et d'enrichissement. »
La même année, à la suite des accords de Munich fin septembre, PAT lance un nouveau journal politique afin de dénoncer ces accords : Le Voltigeur. 
Entre 1941 et 1944, Touchard a dirigé la Maison des Lettres, un centre pour les étudiants en lettres dont le but était, selon son adjointe-étudiante d'alors Françoise Burgaud, « (de) résister au régime pétainiste, d'abord, à l'ennemi ensuite ; en bref, à amener à ce qui devait devenir la Résistance tout court. »
En 1945, PAT a créé l'association Théâtre et Culture (TEC), avec Jean-Marie Serreau, Maurice Delarue, Joseph Rovan. Alors qu'ils l'avaient imaginée ensemble, sous l'occupation, avec André Clavé, et parce qu'ils le croyaient mort en déportation, ils l'avaient nommé président d'honneur à titre posthume ; à son retour des camps, ils l'ont fait nommer, effectivement président d'honneur, lors d'un repas d'accueil, par le Ministre Henri Frenay.
Entre 1946 et 1947 il a été inspecteur principal des spectacles à la Direction générale des Arts et des Lettres, poste qu'il a repris entre 1953 et 1955 quand il a été chargé de la décentralisation dramatique et des jeunes compagnies.
La période 1947-1953 correspond aux six années d'administrateur de la Comédie-Française, qu'il a racontées plus tard dans Six Années de Comédie-Française. Jean-Jacques Gautier a résumé ainsi ce qu'il y a accompli : « Il a accepté cette charge dans des conditions difficiles. À un moment où personne ne voulait du poste. Qu'a-t-il fait ? Il a rassemblé les fuyards. Il a obtenu des anciens comédiens qu'ils reviennent. Il a consacré beaucoup d'efforts à faire vivre simultanément et du même sang la Salle Luxembourg et la Salle Richelieu. Il a contribué de la sorte à emplir les caisses de la Maison et l'escarcelle des Sociétaires. Il a redonné du lustre aux grandes premières du vieil Odéon ainsi qu'à la Maison mère. L'on a feuilleté le répertoire. On l'a rajeuni. On l'a augmenté. »
De 1956 à 1968, durant sa fonction d'inspecteur général des spectacles, il a occupé plusieurs autres activités : président du comité des programmes de la télévision française (1958-62), conseiller littéraire à l'ORTF (1959-67), professeur à l'INSAS, Institut national supérieur des arts du spectacle et des techniques de diffusion de Bruxelles (1962-64).
Il a dirigé de 1968 à 1974 le Conservatoire national supérieur d'art dramatique. En 1968, la remise en question de l'enseignement offerte par les « évènements de cette année » l'a enthousiasmé. Il s'est même plaint que l'esprit de révolte se soit trop vite estompé. C'est, comme le dit Jean-Pierre Miquel, qu'il avait gardé l'esprit jeune et qu'il était toujours à l'écoute de la jeunesse.
De 1969 à 1971, il a assuré la direction des programmes de télévision à l'ORTF. 
Entre 1971 et 1972, il est délégué du directeur général de l'ORTF, Office de Radio et Télévision Française (1964/74)
Enfin, après sa mise à la retraite administrative en 1974, il est devenu le directeur du Théâtre d'Orléans de 1975 à 1981.
Pierre-Aimé Touchard meurt à Paris (5e) le 11 novembre 1987, « avec cette discrétion dont il ne se départissait jamais... ».

## L'homme
Francis Raison a décrit « ce long corps dégingandé a la démarche un peu hésitante, ce sourire en même temps lumineux et retenu... Ce regard étrangement tourné vers l'intérieur, reflétant cette solitude à la fois chaleureuse et sans compromis, cette préoccupation inquiète d'autrui. »
Françoise Burgaud a bien décrit cet homme qui "était à la fois timide et accueillant, séduisant, formidablement chaleureux".
Dans son Hommage à Pierre-Aime Touchard, Antoine Vitez écrit : « Comme il aimait qu'on le prît pour un autre ! Comme il jouissait d'être regardé comme un bourgeois conservateur, alors qu'il était un dangereux agitateur ! »

## Œuvres
- Dionysos, Apologie pour le Théâtre, Paris, Aubier, 1938. Collection "Esprit"
- Les Grands Ecrivains Français, de Rabelais à Hugo, Paris, PUF, 1941. Collection Bibliothèque du Peuple
- L'Amateur du Théâtre ou la Règle du Jeu, Paris, Seuil, 1952
- Six années de Comédie Française, Mémoires d'un Administrateur, Paris, Seuil, 1955.
- Histoire sentimentale de la Comédie Française, Paris, Seuil, 1955
- Grandes heures de Théâtre à Paris, Librairie Académique Perrin 1965.
- Le Théâtre et L'Angoisse des Hommes, Paris, Seuil, 1968.

## Filmographie
Télévision
- 1959 : Images pour Baudelaire, de Pierre Kast, écrit par Pierre-Aimé Touchard, scenario d'Yvonne Leenhardt, avec François Chaumette, Récitant[8]
- 1963 : Portrait-souvenir : Molière, de Jacques Demeure, avec Jean Dasté, Fernand Ledoux[9] ...
- 1966 : Jacques Copeau, de  Roger Leenhardt, écrit par Pierre-Aimé Touchard, avec Jacques Copeau[10]
- 1985 : Les Colonnes du ciel, série de Gabriel Axel, d'après la série romanesque, Les Colonnes du ciel, de Bernard Clavel (1976-1981), Koba Films, Avec Bernard-Pierre Donnadieu, Michel Bouquet, Dora Doll, sortie en DVD en 2007 : PAT dans le rôle du Grand chef Huron[11]

## Exposition
- Pierre-Aimé Touchard (1903-1987), une exposition sur sa vie et son œuvre, réalisée par Francine Galliard-Risler, sera présentée, en 1988, au Conservatoire national supérieur d’art dramatique de Paris dirigé par Marcel Bozonnet et au Théâtre d’Orléans, le CADO, invitée par Loïc Volard ; en 1989 au Théâtre de l’Odéon, alors dirigé par Antoine Vitez ; elle partira ensuite en Avignon, invitée par Paul Puaux, à la Maison Jean-Vilar en 1990 ; le 3 juillet 2015, à l'occasion de l'inauguration de l'Espace Boisé P.A. Touchard dans son village natal de Mézeray (Sarthe), l'exposition ressortira de ses caisses pour quelques semaines.